# Паметници на Николай Чудотворец
Списък на паметниците, посветени на Николай Чудотворец. Свети Никола е най-популярният светец в Източноправославната църква, един от 12-те светци, почитани във всички християнски деноминации, популярен в светската култура като Дядо Коледа. По брой на храмовете и посветените икони отстъпва само на света Богородица в Русия.
В двете християнски доминации има различно канонично представяне на светеца. В православието той обичайно е с разтворена Библия в лявата ръка и с благословяваща дясна ръка, гологлав или с митра. В католицизма св. Никола е изобразяван в епископски одежди, често с три златни топки (кесии) и/или каца с три спасени от него деца.

## В България
Броят на статуите на св. Николай в България е малък, тъй като те са типични за католическия свят, а не за православния. Един от малкото паметници на светеца в България (този в Бургас) среща неодобрението на Сливенската митрополия с обяснението, че според каноните на православието не е прието да се поставят монументи на светци, както и мястото да се превръща в атракция.
| Изображение | Описание | Построен | Град    | Информация                                                                            |
| ----------- | -------- | -------- | ------- | ------------------------------------------------------------------------------------- |
|             | орелеф   | 1939     | София   | Скулптура на св. Никола, дело на проф. Любомир Далчев над северозападния вход на БНБ. |
|             | арка     | 2007     | Бургас  | Арка на свети Николай Чудотворец                                                      |
|             | статуя   | 2016     | Созопол | Статуя на свети Николай                                                               |

Макар „Статуята на рибаря“ в Несебър да е известна и като „Свети Никола“, нейният автор я описва като „новия Ной в търсене на обетована земя и може би гълъбът е намерил в този благословен несебърски бряг спасението".
С облика на светеца в България се намират редица паметни плочи и мозайки от архитектурата на християнски храмове.
- Икона от Свети Николай (Балчик)[6]
- Мозайка над входа на Свети Николай (София)

### Други
- През 2004 г. БНБ сече в тираж 8000 броя възпоменателна монета от сребро „Св. Николай Мирликийски Чудотворец“[7], а скулптурата на св. Никола над северозападния вход на БНБ в София е увековечена на юбилейната банкнота от 20 лв. от 2005 г.[8]

## В чужбина
Непълен списък с паметници в чужбина:
| Изображение | Описание | Построен | Град                      | Адрес                                                                                        |
| ----------- | -------- | -------- | ------------------------- | -------------------------------------------------------------------------------------------- |
|             | статуя   | 1089     | Бари, Италия              | Базилика „Сан Никола“, където се намират тленните му останки. Криптата:                      |
|             | статуя   | 1089     | Бари, Италия              | Базилика „Сан Никола“. С изглед към базиликата:                                              |
|             | статуя   |          | Бари, Италия              | Руската църква „Св. Никола“. Светецът е изобразен в руската традиция, като Николай Можайски. |
|             | статуя   |          | Демре, Турция             | Църквата „Св. Никола“, където се намират част от тленните останки на св. Никола.             |
|             | статуя   |          | Демре, Турция             | Църквата „Св. Никола“, където се намират част от тленните останки на св. Никола.             |
|             | статуя   |          | Демре, Турция             |                                                                                              |
|             | статуя   |          | Фрибур, Швейцария         | Западен портал на катедралата „Св. Никола“. Общ вид:                                         |
|             | статуя   |          | Siġġiewi, Малта           | Статуя пред френската църква „Св. Никола“                                                    |
|             | статуя   |          | Мтарфа, Малта             |                                                                                              |
|             | статуя   |          | Прага, Чехия              | Интериор на църквата „Св. Никола“                                                            |
|             | статуя   |          | Гуардиагреле, Италия      | Църквата Сан Никола ди Бари                                                                  |
|             | статуя   |          | Pellescritta, Италия      | Църквата „Св. Никола“                                                                        |
|             | статуя   |          | Палми, Италия             | Църквата „Св. Никола“                                                                        |
|             | статуя   |          | Пенадомо, Италия          | Църквата „Св. Никола“                                                                        |
|             | статуя   |          | Франието Монфорте, Италия | Църквата „Св. Никола“                                                                        |
|             | барелеф  |          | Котроней, Италия          | Детайл от барелеф върху църквата „Св. Никола“                                                |